# フンシャル
フンシャル（ポルトガル語: Funchal [fũˈʃaɫ] ( 音声ファイル)）は、大西洋のポルトガル領マデイラ諸島の都市。

## 気候
亜熱帯気候（地中海性気候）に属するが、海上のため1年を通じて温暖な気候であり、降雨は少ない。6月から10月の最高気温は平均23℃～26℃、11月から5月は19℃～22℃である。6月から8月が乾季、9月から5月が雨季といえるが年により降水量は変化する。6月にフンシャル湾が雲で覆われるという現象が見られる。
| フンシャルの気候                         | フンシャルの気候 | フンシャルの気候 | フンシャルの気候 | フンシャルの気候 | フンシャルの気候 | フンシャルの気候 | フンシャルの気候 | フンシャルの気候 | フンシャルの気候 | フンシャルの気候 | フンシャルの気候 | フンシャルの気候 | フンシャルの気候 |
| 月                                       | 1月              | 2月              | 3月              | 4月              | 5月              | 6月              | 7月              | 8月              | 9月              | 10月             | 11月             | 12月             | 年               |
| ---------------------------------------- | ---------------- | ---------------- | ---------------- | ---------------- | ---------------- | ---------------- | ---------------- | ---------------- | ---------------- | ---------------- | ---------------- | ---------------- | ---------------- |
| 最高気温記録 °C （°F）                   | 25.5 (77.9)      | 27.0 (80.6)      | 30.5 (86.9)      | 32.6 (90.7)      | 34.2 (93.6)      | 34.7 (94.5)      | 37.7 (99.9)      | 38.5 (101.3)     | 38.4 (101.1)     | 34.1 (93.4)      | 29.5 (85.1)      | 25.9 (78.6)      | 38.5 (101.3)     |
| 平均最高気温 °C （°F）                   | 19.7 (67.5)      | 19.6 (67.3)      | 20.4 (68.7)      | 20.6 (69.1)      | 21.6 (70.9)      | 23.4 (74.1)      | 25.1 (77.2)      | 26.4 (79.5)      | 26.4 (79.5)      | 24.9 (76.8)      | 22.6 (72.7)      | 20.7 (69.3)      | 22.6 (72.7)      |
| 日平均気温 °C （°F）                     | 16.7 (62.1)      | 16.6 (61.9)      | 17.2 (63)        | 17.5 (63.5)      | 18.6 (65.5)      | 20.6 (69.1)      | 22.2 (72)        | 23.2 (73.8)      | 23.2 (73.8)      | 21.8 (71.2)      | 19.6 (67.3)      | 17.9 (64.2)      | 19.6 (67.3)      |
| 平均最低気温 °C （°F）                   | 13.7 (56.7)      | 13.4 (56.1)      | 13.9 (57)        | 14.4 (57.9)      | 15.6 (60.1)      | 17.7 (63.9)      | 19.2 (66.6)      | 20.0 (68)        | 20.0 (68)        | 18.6 (65.5)      | 16.6 (61.9)      | 15.0 (59)        | 16.5 (61.7)      |
| 最低気温記録 °C （°F）                   | 8.2 (46.8)       | 7.4 (45.3)       | 8.1 (46.6)       | 9.8 (49.6)       | 9.7 (49.5)       | 13.2 (55.8)      | 14.6 (58.3)      | 16.4 (61.5)      | 16.6 (61.9)      | 13.4 (56.1)      | 9.8 (49.6)       | 6.4 (43.5)       | 6.4 (43.5)       |
| 降水量 mm （inch）                       | 74.1 (2.917)     | 83.0 (3.268)     | 60.2 (2.37)      | 44.0 (1.732)     | 28.9 (1.138)     | 7.2 (0.283)      | 1.6 (0.063)      | 2.0 (0.079)      | 32.9 (1.295)     | 89.5 (3.524)     | 88.8 (3.496)     | 115.0 (4.528)    | 627.2 (24.693)   |
| 平均降水日数 （≥0.1 mm）                 | 12               | 10               | 9                | 8                | 6                | 3                | 1                | 2                | 6                | 9                | 10               | 13               | 87               |
| % 湿度                                   | 71               | 70               | 68               | 68               | 70               | 73               | 73               | 72               | 71               | 71               | 70               | 70               | 71               |
| 平均月間日照時間                         | 141              | 150              | 181              | 182              | 202              | 162              | 228              | 240              | 200              | 184              | 155              | 140              | 2,165            |
| 出典1：Instituto de Meteorologia,        |                  |                  |                  |                  |                  |                  |                  |                  |                  |                  |                  |                  |                  |
| 出典2：NOAA (sun and humidity 1961–1990) |                  |                  |                  |                  |                  |                  |                  |                  |                  |                  |                  |                  |                  |

## 由来
古い年代記によると、最初の植民者たちがフンシャルの地にやってきたとき、甘い香りを放つ野生のハーブ、フェンネル（ポルトガル語でFuncho）が生い茂っていたという。このフェンネルが都市名の由来になったとされる。

## 歴史

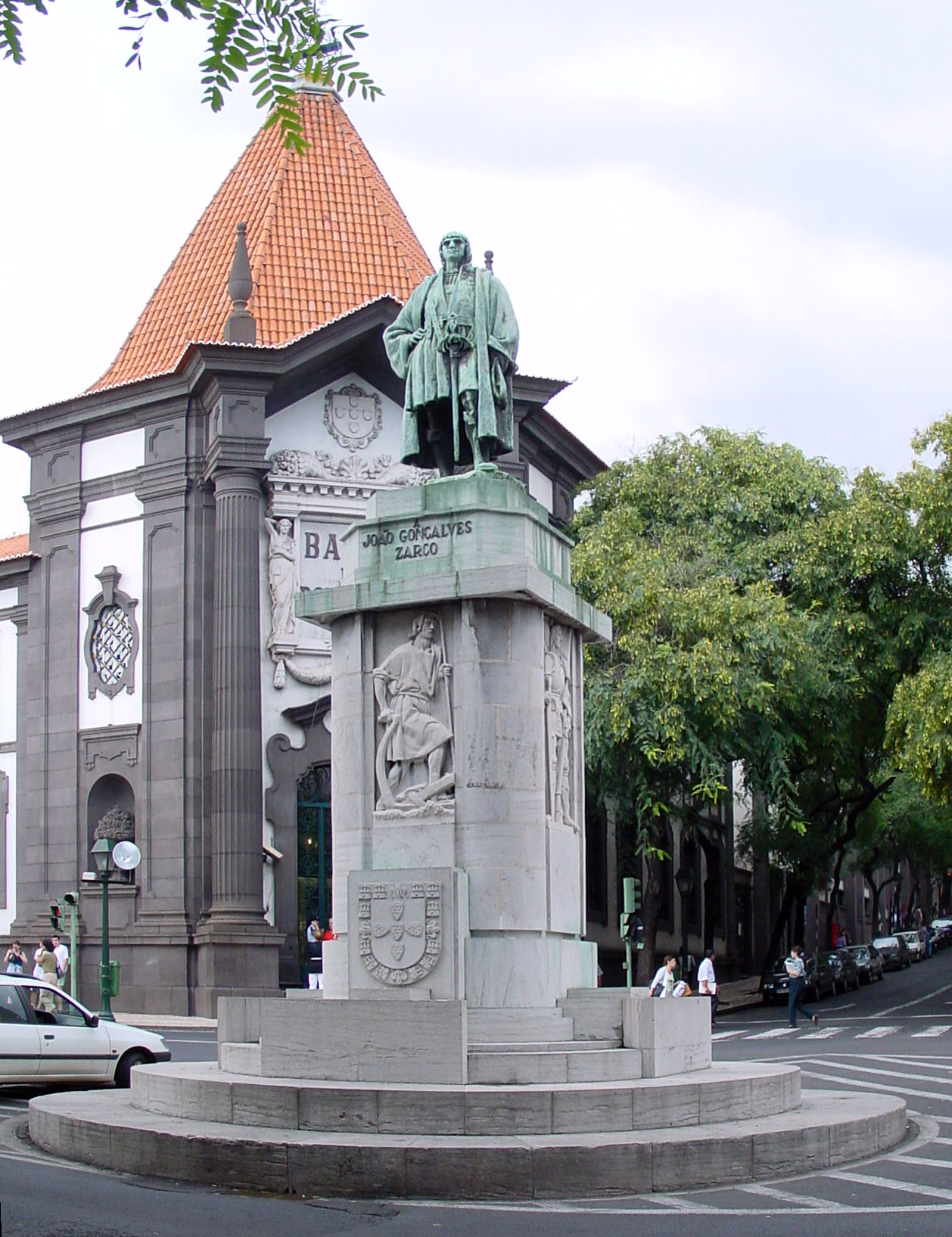
フンシャルに立つザルコ像

1424年、マデイラ島がフンシャルとマシコ、2つのカピタニア に分割されてから、定住が始まった。フンシャルのカピタニアには、ジョアン・ゴンサルヴェス・ザルコと彼の家族が入植した。天然の良港と生産性の高い土壌があったため、当初から島の中心地となった。1452年から1454年の間に最初の特権を授けられ、町となり、県都となった。1508年には都市となった。
1566年、フランスの海賊に襲撃され、15日間フンシャルが掠奪された。
17世紀にイギリスのワイン商人がフンシャルに定住した出来事は、都市の形態と経済発展、そしてライフスタイルを変えた。フンシャルを訪れた著名人の中には、健康を害して余暇を過ごしにやってきたオーストリア皇后エリーザベト、亡命した最後のオーストリア皇帝カール1世、静養にやってきたポーランドの将軍ユゼフ・ピウスツキ、余暇を過ごして絵を描いたウィンストン・チャーチル、亡命した元キューバ大統領フルヘンシオ・バティスタらがいる。

## 経済
貿易、観光など第三次産業が盛んである。農業では、ワイン生産、バナナなどトロピカル・フルーツ、花の生産で知られる。食用の家禽、ウサギ、ヒツジの飼育も重要である。
フンシャル港は観光の中心地で、ヨーロッパからのクルーズ船がモロッコ、カナリア諸島、カリブ海、ブラジルへ向かう途上に寄航する。クイーン・メリー2が処女航海で最初に寄航した港でもある。

## 建築遺産
- サン・ロレンソ要塞宮殿　-　15世紀。マヌエル様式
- フンシャル聖堂　-　1590年代。マヌエル様式

- サン・ロレンソ要塞宮殿
- フンシャル聖堂
- 市役所前広場

## 著名な出身者
- クリスティアーノ・ロナウド - サッカー選手。同地には彼がオーナーを務めるホテル「CR7」もオープンしている。
- ファティマ・ロペス - ファッションデザイナー
- ヴァニア・フェルナンデス - 歌手
- マルコス・フレイタス - 卓球選手

## 姉妹都市
- ホノルル、アメリカ合衆国
- リヴィングストン、ザンビア
- ニュー・ベッドフォード、アメリカ合衆国
- マウイ、アメリカ合衆国
- サントス、ブラジル
- ヘルツリーヤ、イスラエル
- フリーマントル、オーストラリア
- ライヒリンゲン、ドイツ
- プライア、カーボベルデ
- ジブラルタル